# Valverde del Fresno (kommunhuvudort)
Valverde del Fresno är en kommunhuvudort i Spanien.   Den ligger i provinsen Provincia de Cáceres och regionen Extremadura, i den västra delen av landet, 270 km väster om huvudstaden Madrid. Valverde del Fresno ligger 479 meter över havet och antalet invånare är 2 563.
Terrängen runt Valverde del Fresno är kuperad åt nordost, men åt sydväst är den platt. Runt Valverde del Fresno är det glesbefolkat, med 10 invånare per kvadratkilometer. Valverde del Fresno är det största samhället i trakten. 